# Finnischer Fußballpokal 2020
Der Finnische Fußballpokal 2020 (finnisch Suomen Cup 2020) war die 66. Austragung des finnischen Pokalwettbewerbs. Er wurde vom finnischen Fußballverband ausgetragen. Der Wettbewerb begann am 25. Januar 2020 und endete am 3. Oktober 2020 mit dem Finale im Veritas-Stadion von Turku.
Pokalsieger wurde zum 14. Mal HJK Helsinki. Das Team setzte sich im Finale gegen Inter Turku. Da HJK auch die Meisterschaft gewann, wurde der Startplatz für die Europa League, der dem Pokalsieger zustand, an dem Viertplatzierten FC Honka Espoo weitergegeben.
Der Wettbewerb begann mit der Gruppenphase und anschließenden K.-o.-Runden ab dem Achtelfinale. Bei diesen Begegnungen wurde nach unentschiedenem Ausgang das Spiel um zweimal 15 Minuten verlängert. Stand danach kein Sieger fest, folgte ein Elfmeterschießen.

## Teilnehmende Teams
Die zwölf Mannschaften der Veikkausliiga wurden in zwei Gruppen zu je sechs Teams aufgeteilt, von denen die jeweils besten vier ins Achtelfinale einzogen. Die zwölf Vereine der Ykkönen wurden ebenfalls in zwei Gruppen eingeteilt, von denen die jeweils besten zwei ins Achtelfinale einzogen. Dort stiegen auch jeweils die beiden Finalisten des Regionalpokals 2019 und des Kakkosencups 2020 ein.
| Veikkausliiga (12)                                                                         | Veikkausliiga (12)                                                                       | Ykkönen (12) | Ykkönen (12)                                                                                | Regionalpokal (2)                      | Kakkosencup (2)                  |
| ------------------------------------------------------------------------------------------ | ---------------------------------------------------------------------------------------- | --- | ------------------------------------------------------------------------------------------- | -------------------------------------- | -------------------------------- |
| - FC Honka Espoo - Helsingfors IFK - HJK Helsinki - IFK Mariehamn - Inter Turku - Turku PS | - FC Lahti - Haka Valkeakoski - Kuopion PS - Rovaniemi PS - Seinäjoen JK - Ilves Tampere | - Ekenäs IF - IF Gnistan - Kotkan Työväen Palloilijat - Mikkelin Palloilijat - Musan Salama - Myllykosken Pallo -47 | - AC Kajaani - AC Oulu - FF Jaro - Kokkolan Palloveikot - Seinäjoen JK Akatemia - Vaasan PS | - Karhulan Peli-Karhut - Tikkurilan PS | - JIPPO Joensuu - Kaarinan Pojat |

## Gruppenphase

### Veikkausliiga Gruppe A
| Pl. | Verein          | Sp. | S | U | N | Tore    | Diff. | Punkte |
| --- | --------------- | --- | - | - | - | ------- | ----- | ------ |
| 1.  | HJK Helsinki    | 5   | 4 | 1 | 0 | 010:300 | +7    | 13     |
| 2.  | Inter Turku     | 5   | 3 | 1 | 1 | 006:200 | +4    | 10     |
| 3.  | FC Honka Espoo  | 5   | 1 | 3 | 1 | 004:400 | ±0    | 06     |
| 4.  | Turku PS        | 5   | 1 | 2 | 2 | 002:500 | −3    | 05     |
| 5.  | Helsingfors IFK | 5   | 0 | 3 | 2 | 005:700 | −2    | 03     |
| 6.  | IFK Mariehamn   | 5   | 0 | 2 | 3 | 005:110 | −6    | 02     |

| 25.01.2020 | HJK Helsinki    | 3:0 | Turku PS IFK    | Helsinki  |
| 25.01.2020 | Inter Turku     | 3:0 | IFK Mariehamn   | Turku     |
| 26.01.2020 | FC Honka Espoo  | 1:1 | Helsingfors IFK | Espoo     |
| 01.02.2020 | Inter Turku     | 1:0 | FC Honka Espoo  | Turku     |
| 01.02.2020 | Helsingfors IFK | 1:2 | HJK Helsinki    | Helsinki  |
| 02.02.2020 | IFK Mariehamn   | 1:1 | Turku PS        | Mariehamn |
| 07.02.2020 | Turku PS        | 1:0 | Helsingfors IFK | Turku     |
| 08.02.2020 | FC Honka Espoo  | 2:1 | IFK Mariehamn   | Espoo     |
| 08.02.2020 | HJK Helsinki    | 1:0 | Inter Turku     | Helsinki  |
| 14.02.2020 | Helsingfors IFK | 1:1 | Inter Turku     | Helsinki  |
| 15.02.2020 | Turku PS        | 0:0 | FC Honka Espoo  | Turku     |
| 15.02.2020 | HJK Helsinki    | 3:1 | IFK Mariehamn   | Helsinki  |
| 27.02.2020 | FC Honka Espoo  | 1:1 | HJK Helsinki    | Espoo     |
| 29.02.2020 | Inter Turku     | 1:0 | Turku PS        | Turku     |
| 29.02.2020 | IFK Mariehamn   | 2:2 | Helsingfors IFK | Mariehamn |

### Veikkausliiga Gruppe B
| Pl. | Verein                | Sp. | S | U | N | Tore    | Diff. | Punkte |
| --- | --------------------- | --- | - | - | - | ------- | ----- | ------ |
| 1.  | Ilves Tampere         | 5   | 3 | 2 | 0 | 010:400 | +6    | 11     |
| 2.  | Kuopion PS            | 5   | 3 | 2 | 0 | 008:200 | +6    | 11     |
| 3.  | Haka Valkeakoski      | 5   | 3 | 2 | 0 | 007:300 | +4    | 11     |
| 4.  | FC Lahti              | 5   | 2 | 0 | 3 | 006:700 | −1    | 06     |
| 5.  | Seinäjoen JK Akatemia | 5   | 0 | 1 | 4 | 004:110 | −7    | 01     |
| 6.  | Rovaniemi PS          | 5   | 0 | 1 | 4 | 003:110 | −8    | 01     |

| 25.01.2020 | FC Lahti              | 1:2 | Ilves Tampere         | Lahti       |
| 25.01.2020 | Rovaniemi PS          | 1:1 | Seinäjoen JK Akatemia | Rovaniemi   |
| 25.01.2020 | Haka Valkeakoski      | 1:1 | Kuopion PS            | Valkeakoski |
| 31.01.2020 | Kuopion PS            | 1:0 | FC Lahti              | Kuopio      |
| 01.02.2020 | Seinäjoen JK Akatemia | 1:3 | Haka Valkeakoski      | Seinäjöki   |
| 01.02.2020 | Ilves Tampere         | 3:1 | Rovaniemi PS          | Tampere     |
| 08.02.2020 | Seinäjoen JK Akatemia | 2:3 | FC Lahti              | Seinäjöki   |
| 08.02.2020 | Ilves Tampere         | 1:1 | Kuopion PS            | Tampere     |
| 09.02.2020 | Rovaniemi PS          | 0:1 | Haka Valkeakoski      | Rovaniemi   |
| 14.02.2020 | Kuopion PS            | 1:0 | Seinäjoen JK Akatemia | Kuopio      |
| 15.02.2020 | FC Lahti              | 2:1 | Rovaniemi PS          | Lahti       |
| 15.02.2020 | Haka Valkeakoski      | 1:1 | Ilves Tampere         | Valkeakoski |
| 22.02.2020 | FC Lahti              | 0:1 | Haka Valkeakoski      | Lahti       |
| 22.02.2020 | Ilves Tampere         | 3:0 | Seinäjoen JK Akatemia | Tampere     |
| 28.02.2020 | Kuopion PS            | 4:0 | Rovaniemi PS          | Kuopio      |

### Ykkönen Gruppe A
| Pl. | Verein                     | Sp. | S | U | N | Tore    | Diff. | Punkte |
| --- | -------------------------- | --- | - | - | - | ------- | ----- | ------ |
| 1.  | Kotkan Työväen Palloilijat | 5   | 4 | 1 | 0 | 009:300 | +6    | 13     |
| 2.  | Mikkelin Palloilijat       | 5   | 3 | 0 | 2 | 011:800 | +3    | 09     |
| 3.  | Ekenäs IF                  | 5   | 2 | 1 | 2 | 007:800 | −1    | 07     |
| 4.  | IF Gnistan                 | 5   | 1 | 2 | 2 | 008:800 | ±0    | 05     |
| 5.  | Musan Salama               | 5   | 1 | 2 | 2 | 002:600 | −4    | 05     |
| 6.  | Myllykosken Pallo -47      | 5   | 1 | 0 | 4 | 007:120 | −5    | 03     |

| 25.01.2020 | Ekenäs IF                  | 0:4 | IF Gnistan                 | Tammisaari |
| 25.01.2020 | Mikkelin Palloilijat       | 5:1 | Myllykosken Pallo -47      | Mikkelii   |
| 26.01.2020 | Musan Salama               | 1:2 | Kotkan Työväen Palloilijat | Pori       |
| 01.02.2020 | Kotkan Työväen Palloilijat | 2:1 | Ekenäs IF                  | Kotka      |
| 01.02.2020 | IF Gnistan                 | 1:2 | Mikkelin Palloilijat       | Helsinki   |
| 02.02.2020 | Myllykosken Pallo -47      | 1:2 | Musan Salama               | Kouvola    |
| 07.02.2020 | Musan Salama               | 0:3 | Mikkelin Palloilijat       | Pori       |
| 08.02.2020 | Kotkan Työväen Palloilijat | 0:0 | IF Gnistan                 | Kotka      |
| 08.02.2020 | Ekenäs IF                  | 2:0 | Myllykosken Pallo -47      | Tammisaari |
| 14.02.2020 | Musan Salama               | 1:1 | IF Gnistan                 | Pori       |
| 15.02.2020 | Mikkelin Palloilijat       | 0:2 | Ekenäs IF                  | Mikkelii   |
| 15.02.2020 | Myllykosken Pallo -47      | 0:1 | Kotkan Työväen Palloilijat | Kouvola    |
| 22.02.2020 | IF Gnistan                 | 2:5 | Myllykosken Pallo -47      | Helsinki   |
| 22.02.2020 | Ekenäs IF                  | 2:2 | Musan Salama               | Tammisaari |
| 22.02.2020 | Kotkan Työväen Palloilijat | 4:1 | Mikkelin Palloilijat       | Kotka      |

### Ykkönen Gruppe B
| Pl. | Verein                | Sp. | S | U | N | Tore    | Diff. | Punkte |
| --- | --------------------- | --- | - | - | - | ------- | ----- | ------ |
| 1.  | AC Oulu               | 5   | 3 | 2 | 0 | 013:600 | +7    | 11     |
| 2.  | Kokkolan Palloveikot  | 5   | 2 | 2 | 1 | 010:300 | +7    | 08     |
| 3.  | Vaasan PS             | 5   | 2 | 1 | 2 | 007:700 | ±0    | 07     |
| 4.  | AC Kajaani            | 5   | 2 | 1 | 2 | 005:700 | −2    | 07     |
| 5.  | FF Jaro               | 5   | 1 | 1 | 3 | 007:900 | −2    | 04     |
| 6.  | Seinäjoen JK Akatemia | 5   | 1 | 1 | 3 | 003:130 | −10   | 04     |

| 25.01.2020 | Kokkolan Palloveikot  | 1:1 | AC Oulu               | Kokkola   |
| 25.01.2020 | FF Jaro               | 1:2 | AC Kajaani            | Jakobstad |
| 25.01.2020 | Vaasan PS             | 0:1 | Seinäjoen JK Akatemia | Vaasa     |
| 31.01.2020 | Seinäjoen JK Akatemia | 2:2 | FF Jaro               | Seinäjöki |
| 01.02.2020 | AC Oulu               | 3:1 | AC Kajaani            | Oulu      |
| 01.02.2020 | Kokkolan Palloveikot  | 1:2 | Vaasan PS             | Kokkola   |
| 08.02.2020 | FF Jaro               | 0:2 | Kokkolan Palloveikot  | Jakobstad |
| 08.02.2020 | Vaasan PS             | 2:2 | AC Oulu               | Vaasa     |
| 08.02.2020 | AC Kajaani            | 1:0 | Seinäjoen JK Akatemia | Kajaani   |
| 14.02.2020 | Seinäjoen JK Akatemia | 0:6 | Kokkolan Palloveikot  | Seinäjöki |
| 15.02.2020 | FF Jaro               | 2:3 | AC Oulu               | Jakobstad |
| 15.02.2020 | AC Kajaani            | 1:3 | Vaasan PS             | Kajaani   |
| 21.02.2020 | Vaasan PS             | 0:2 | FF Jaro               | Vaasa     |
| 22.02.2020 | AC Oulu               | 4:0 | Seinäjoen JK Akatemia | Oulu      |
| 22.02.2020 | Kokkolan Palloveikot  | 0:0 | AC Kajaani            | Kokkola   |

## Achtelfinale
Die Erstligisten mussten auswärts antreten.
| Datum      |                                 | Ergebnis |                      |
| ---------- | ------------------------------- | -------- | -------------------- |
| 16.06.2020 | Kokkolan Palloveikot (II)       | 0:2      | HJK Helsinki (I)     |
| 16.06.2020 | Tikkurilan PS (IV)              | 0:6      | Turku PS (I)         |
| 16.06.2020 | Kotkan Työväen Palloilijat (II) | 0:4      | Ilves Tampere (I)    |
| 16.06.2020 | Mikkelin Palloilijat (II)       | 1:3      | Haka Valkeakoski (I) |
| 17.06.2020 | JIPPO Joensuu (III)             | 0:1      | Inter Turku (I)      |
| 17.06.2020 | Kaarinan Pojat (III)            | 0:2      | Kuopion PS (I)       |
| 17.06.2020 | AC Oulu (II)                    | 0:1      | FC Honka Espoo (I)   |
| 17.06.2020 | Karhulan Peli-Karhut (IV)       | 0:8      | FC Lahti (I)         |

## Viertelfinale
| Datum      |                    | Ergebnis              |                      |
| ---------- | ------------------ | --------------------- | -------------------- |
| 23.06.2020 | Ilves Tampere (I)  | 0:1                   | Haka Valkeakoski (I) |
| 23.06.2020 | Turku PS (I)       | 0:1                   | HJK Helsinki (I)     |
| 24.06.2020 | Inter Turku        | 4:4 n. V. (4:2 i. E.) | Kuopion PS           |
| 24.06.2020 | FC Honka Espoo (I) | 0:1                   | FC Lahti (I)         |

## Halbfinale
| Datum      |                      | Ergebnis |                  |
| ---------- | -------------------- | -------- | ---------------- |
| 27.06.2020 | Haka Valkeakoski (I) | 2:3      | HJK Helsinki (I) |
| 28.06.2020 | Inter Turku (I)      | 5:0      | FC Lahti (I)     |

## Finale
| Paarung        | Inter Turku – HJK Helsinki |
| Ergebnis       | 0:2 (0:1) |
| Datum          | 3. Oktober 2020 um 14:00 Uhr (13:00 Uhr MESZ) |
| Stadion        | Veritas-Stadion, Turku |
| Zuschauer      | 2.500 |
| Schiedsrichter | Petri Viljanen |
| Tore           | 0:1 Roope Riski (3.) 0:2 Roope Riski (54.) |
| Inter Turku    | Henrik Moisander – Rick Ketting, Martti Haukioja (63. Noah Nurmi), Arttu Hoskonen – Jesper Engström (63. Matias Ojala), Álvaro Muñiz (77. Elias Mastokangas), Aleksi Paananen (75. Anthony Annan), Connor Ruane – Filip Valenčić, Taiki Kagayama (62. Benjamin Källman) – Timo Furuholm . Cheftrainer: José Riveiro |
| HJK Helsinki   | Antonio Reguero – Nikolai Alho , Miro Tenho, Valtteri Moren (11. Daniel O’Shaughnessy), Luis Carlos Murillo – Rasmus Schüller, Bubacar Djaló, Lucas Lingman – Riku Riski, Roope Riski (77. Tim Väyrynen), Atomu Tanaka (85. David Browne). Cheftrainer: Toni Koskela                                                |
| Gelbe Karten   | Martti Haukioja, Arttu Hoskonen, Anthony Annan – Bubacar Djaló, Rasmus Schüller, Riku Riski |